# マダム・ヴィオレ

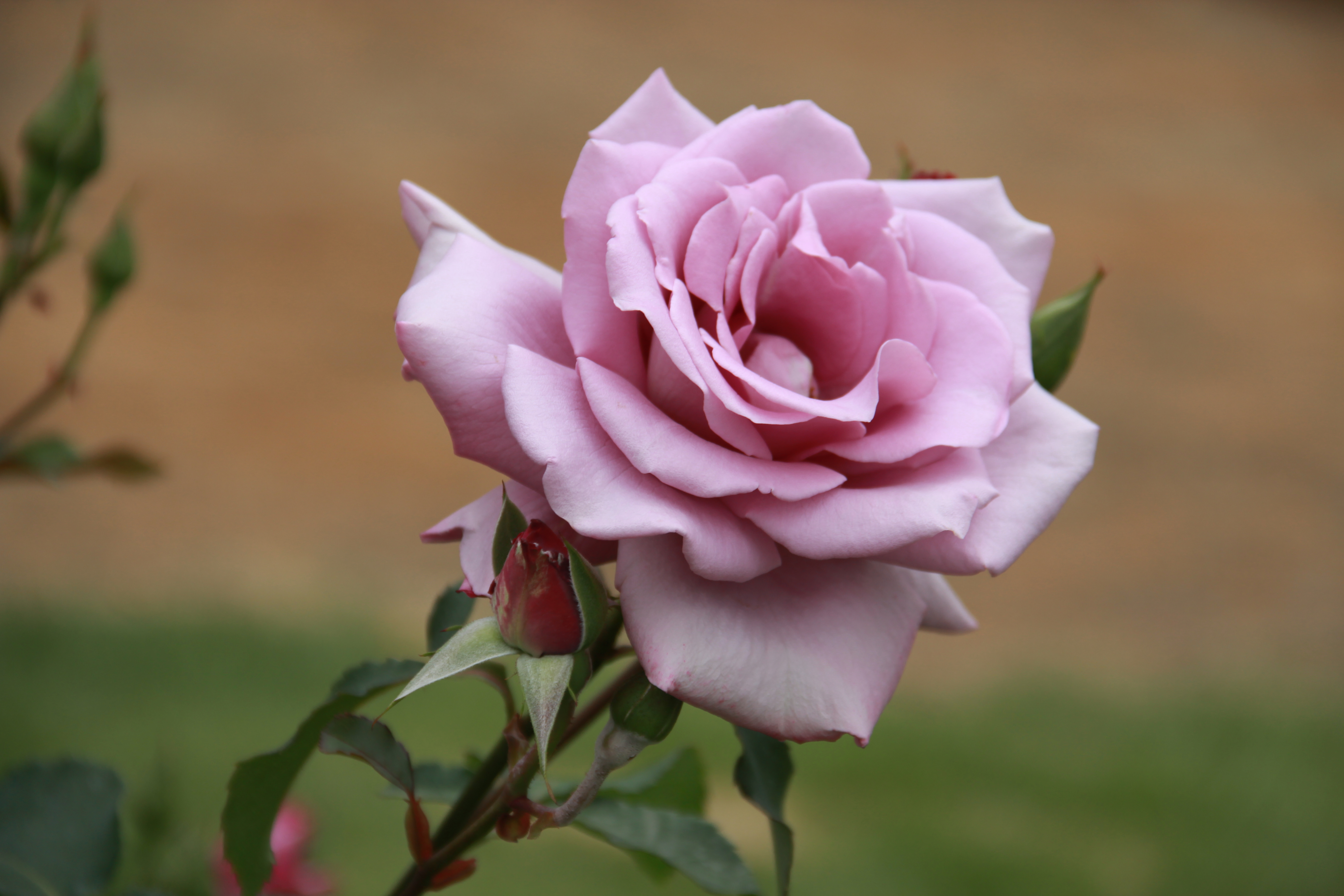
マダム・ヴィオレ

マダム・ヴィオレは、バラの園芸品種の1つ。1981年に日本で、寺西菊雄によって作出された。

## 概要
藤色またはラベンダー色の花を咲かせる四季咲きの青バラ。母Lady X×父スターリングシルバーによって交配された品種を母に、スターリングシルバーを父にする。直立性のハイブリッドティー系で、樹高は1.3-1.5m、株張りは60cmになる。花は剣弁高芯咲き、花弁は45弁あり、花径が11cm-14cmの大輪を付ける。一輪から数輪の花を付ける。花付きは普通だが、花もちはよい。香りは無香または微香。樹勢が強く上へ伸びやすい。枝ぶりは荒くなりがちである。耐病性の評価はばらついており、やや弱いとするものから優れた耐病性を持つと書く書籍まで幅広い。作出された当時は、花の色が高く評価された。温室切り花として重要な品種である。紫色のバラが好きだった美空ひばりが愛したバラとして知られている。1982年に、日本バラ会のJRCに入賞している。枝変わりに、つるマダム・ヴィオレがある。マダム・ヴィオレを親にして交配された青バラにブルー・シャトーがある。

### 注
1. ↑  ただし、耐病性に優れると書きながらも、うどんこ病にはやや弱いと注意書きがある[3]。